# Кантонијера Н. 27 (Венеција)
Кантонијера Н. 27 (итал. Cantoniera N. 27) је насеље у Италији у округу Венеција, региону Венето.
Према процени из 2011. у насељу је живело 65 становника. Насеље се налази на надморској висини од 3 м.